# غيورغي جروزاف
غيورغي جروزاف (بالرومانية: Gheorghe Grozav)‏ (29 سبتمبر 1990 بألبا يوليا في رومانيا - ) هو لاعب كرة قدم روماني في مركز الهجوم. شارك مع منتخب رومانيا تحت 21 سنة لكرة القدم ومنتخب رومانيا لكرة القدم. أما مع النوادي، فقد لعب مع بورصا سبور وتيريك غروزني وجامعة كلوج ودينامو بوخارست وستاندارد لييج ونادي بترولول بلويشتي ونادي كارديمير كارابوك سبور وCSM Unirea Alba Iulia ‏.

## وصلات خارجية
- غيورغي جروزاف على موقع الاتحاد الدولي (مؤرشف)  (الإنجليزية)
- غيورغي جروزاف على موقع الاتحاد الأوربي (الإنجليزية)
- غيورغي جروزاف على موقع الاتحاد الأوربي (الإنجليزية)
- غيورغي جروزاف على موقع اتحاد تركيا (لاعب) (الإنجليزية)
- غيورغي جروزاف على موقع قاعدة بيانات كرة القدم.إي يو (الإنجليزية)
- غيورغي جروزاف على موقع ناشيونال فوتبول تيمز (الإنجليزية)
- غيورغي جروزاف على موقع Soccerway.com (الإنجليزية)
- غيورغي جروزاف على موقع عالم كرة القدم.نت (الإنجليزية)